# New York Knicks 1946-1947
La stagione 1946-47 dei New York Knicks fu la 1ª nella BAA per la franchigia.
I New York Knicks arrivarono terzi la Eastern Division con un record di 33-27. Nei play-off vinsero i quarti di finale con i Cleveland Rebels (2-1), perdendo poi la semifinale con i Philadelphia Warriors (2-0).

## Roster
| N°    | Naz.                   | Ruolo | Sportivo              | Anno | Alt. | Peso |
| ----- | ---------------------- | ----- | --------------------- | ---- | ---- | ---- |
| 3     | Stati Uniti (bandiera) | G     | Bob Cluggish          | 1917 | 208  | 107  |
| 4     | Stati Uniti (bandiera) | A     | Frido Frey            | 1921 | 188  | 88   |
| 4     | Stati Uniti (bandiera) | A     | Nat Militzok          | 1923 | 191  | 88   |
| 5     | Stati Uniti (bandiera) | GA    | Ralph Kaplowitz       | 1919 | 188  | 77   |
| 5-19  | Stati Uniti (bandiera) | C     | Lee Knorek            | 1921 | 201  | 98   |
| 5     | Stati Uniti (bandiera) | A     | Frank Mangiapane      | 1925 | 178  | 88   |
| 6     | Stati Uniti (bandiera) | G     | Ossie Schectman       | 1919 | 183  | 79   |
| 7     | Stati Uniti (bandiera) | G     | Stan Stutz            | 1920 | 178  | 77   |
| 8     | Stati Uniti (bandiera) | G     | Sonny Hertzberg       | 1922 | 178  | 79   |
| 9     | Stati Uniti (bandiera) | G     | Leo Gottlieb          | 1920 | 180  | 82   |
| 10    | Stati Uniti (bandiera) | AC    | Bob Fitzgerald        | 1923 | 196  | 86   |
| 10    | Stati Uniti (bandiera) | G     | Bob Mullens           | 1922 | 185  | 79   |
| 11-15 | Stati Uniti (bandiera) | A     | Dick Murphy           | 1921 | 185  | 79   |
| 11-17 | Stati Uniti (bandiera) | GA    | Butch van Breda Kolff | 1922 | 191  | 84   |
| 11    | Stati Uniti (bandiera) | C     | Jake Weber            | 1918 | 198  | 102  |
| 12-15 | Stati Uniti (bandiera) | A     | Aud Brindley          | 1923 | 193  | 79   |
| 12    | Stati Uniti (bandiera) | A     | John Murphy           | 1924 | 188  | 79   |
| 12    | Stati Uniti (bandiera) | A     | Hank Rosenstein       | 1920 | 193  | 84   |
| 14    | Stati Uniti (bandiera) | A     | Tommy Byrnes          | 1923 | 191  | 79   |
| 16    | Stati Uniti (bandiera) | AC    | Bud Palmer            | 1921 | 193  | 82   |

## Staff tecnico
- Allenatore: Neil Cohalan